# Суя (язык)
Суя (Kisêdjê, Suyá) — язык, который относится к группе же языковой семьи макро-же. На языке суя котором говорит народ суя, который проживает у истоков реки Кулуэне в национальном парке Шингу штата Мату-Гросу в Бразилии.
Тесно связан с языком тапаюна); вместе с языками тапажос образует ветвь северных языков же.
У языке суя есть явление «сингармонического гласного», который обязательно вставляется в конец слова, основная форма которого оканчивается на согласный; таким образом, все слова заканчиваются гласными.
Эпентеза гласных часто приводит к тому, что нижележащая кода подвергается лениции. Получающиеся в результате чередования представлены орфографически.